# Batur (Batur)
Batur is een bestuurslaag in het regentschap Banjarnegara van de provincie Midden-Java, Indonesië. Batur telt 11.431 inwoners (volkstelling 2010).